# 常願寺川
常願寺川（日语：／ Jōganjigawa */?），古名新川（日语：／ NiIKaWa */?），是日本北陸地方的一條一級河川，发源于富山縣富山市立山連峰，流經立山町、在富山市注入富山灣。該河僅長56公里，但自發源到入海高低差約有3000米，是世界上少數的急流河川，但並未列入日本三大急流。

## 外部連結
- 常願寺川 - 国土交通省水管理・国土保全局